# Ulrich VIII. (Regenstein)
Graf Ulrich VIII. von Regenstein († 1489) war Regent der Grafschaft Regenstein und der Herrschaft Blankenburg im Harz.

## Leben
Er stammte aus dem Geschlecht der Grafen von Regenstein und war der Sohn des  Grafen Bernhard (IV.) von Regenstein. Nach dem Tod seines Vaters 1422/23 übernahm er die Regierung. 
Er war zweimal verheiratet.